# Friedrich Merdsche
Friedrich „Fritz“ Merdsche, später Merdche (* 1. August 1906 in Frankfurt am Main; † 16. Juni 1985 in Ühlingen-Birkendorf) war ein deutscher Jurist, der während des Zweiten Weltkrieges als SS-Hauptsturmführer Kommandeur der Sicherheitspolizei und des SD (KdS) im deutsch besetzten Frankreich eingesetzt war.

## Leben
Merdsche studierte nach dem Abschluss seiner Schullaufbahn Rechtswissenschaft und trat im Zuge der Machtergreifung der Nationalsozialisten noch während seiner Studienzeit zum 1. Mai 1933 der NSDAP bei (Mitgliedsnummer 1.822.083) und schloss sich auch der SA an. Nach Studienende war er zunächst als Richter am Landgericht Wiesbaden tätig. Später wechselte er an das Landgericht Frankfurt am Main, wo er als Landgerichtsrat am 11. Juni 1939 den jüdischen Kaufmann Sally Kneip wegen Rassenschande verurteilte.
Zu Beginn des Zweiten Weltkrieges trat er als Soldat in die Wehrmacht ein, wurde aber krankheitsbedingt aus der Truppe entlassen. Nach dem Westfeldzug war er als Kriegsverwaltungsrat bei der Feldkommandantur in La Roche-sur-Yon eingesetzt. Als SS-Hauptsturmführer im SD war Merdsche zunächst ab Anfang Juni 1942 als KdS in Dijon eingesetzt. Von September 1942 bis August 1944 war er KdS in Orléans. Im Zuge des Vormarsches der Alliierten in Frankreich ließ Merdsche seine Dienststelle räumen. Kurz davor befahl wahrscheinlich Merdsche die Ermordung von 47 Juden, die aus Bourges kriegsbedingt nicht mehr in die Vernichtungslager im deutsch besetzten Polen deportiert wurden. In Saint-Amand-Montrond im Département Cher wurden die Menschen in Gruppen zu einem Bauernhof geführt, erschossen und deren Leichen in einen Brunnen geworfen. Andere wurden lebendig in den Brunnen gestürzt und ertranken. Merdsche wurde aus Orléans zum BdS nach Wiesbaden versetzt. Während der Ardennenoffensive führte Merdsche zeitweise ein Kommando z. b. V. 5 der Einsatzgruppe Luxemburg.
Nach Kriegsende gelangte Merdsche wieder nach Frankfurt am Main, wo er eine Anstellung in einer Rechtsanwaltskanzlei erhielt. Er wurde 1949 in Frankfurt am Main nach einem Spruchkammerverfahren als Entlasteter entnazifiziert, was in der Berufung bestätigt wurde, obwohl die Anklage u. a. wegen der Verhängung eines Urteils wegen Rassenschande seine Einstufung als Hauptbelasteter gefordert hatte. Frankreich betrieb derweil seine Auslieferung, die jedoch durch das zuständige „extradition board“ verhindert wurde. In Abwesenheit wurde er 1950 durch das Militärgericht in Lyon und 1955 durch das Militärgericht in Paris zum Tode verurteilt. Obwohl er in Luxemburg als Kriegsverbrecher gesucht wurde, machte er Ende 1950 nach der Zusicherung freien Geleits vor dem Gerichtshof in Luxemburg eine Zeugenaussage. Merdsche konnte 1960 wieder in den hessischen Justizdienst zurückkehren und übernahm als Richter den Vorsitz einer Kammer für Handelssachen am Landgericht Frankfurt am Main. Gegen Merdsche ermittelte u. a. auch der hessische Generalstaatsanwalt Fritz Bauer, der jedoch seine Ermittlungen einstellen musste: Merdsche war aufgrund seiner Richtertätigkeit am Sondergericht Frankfurt am Main keine Schuld nachzuweisen. Er schied schließlich gesundheitsbedingt aus dem Justizdienst aus und arbeitete danach bis 1974 in seiner Heimatstadt als Schriftleiter der Neuen Juristischen Wochenschrift des Verlags C. H. Beck. Merdsche, gegen den auch die Zentrale Stelle der Landesjustizverwaltungen zur Aufklärung nationalsozialistischer Verbrechen ermittelte und der ins Visier der Nazijäger Serge und Beate Klarsfeld geraten war, starb 1985.